# Glomera secunda
Glomera secunda är en orkidéart som beskrevs av Johannes Jacobus Smith. Glomera secunda ingår i släktet Glomera och familjen orkidéer. Inga underarter finns listade i Catalogue of Life.